# Bror Marklund

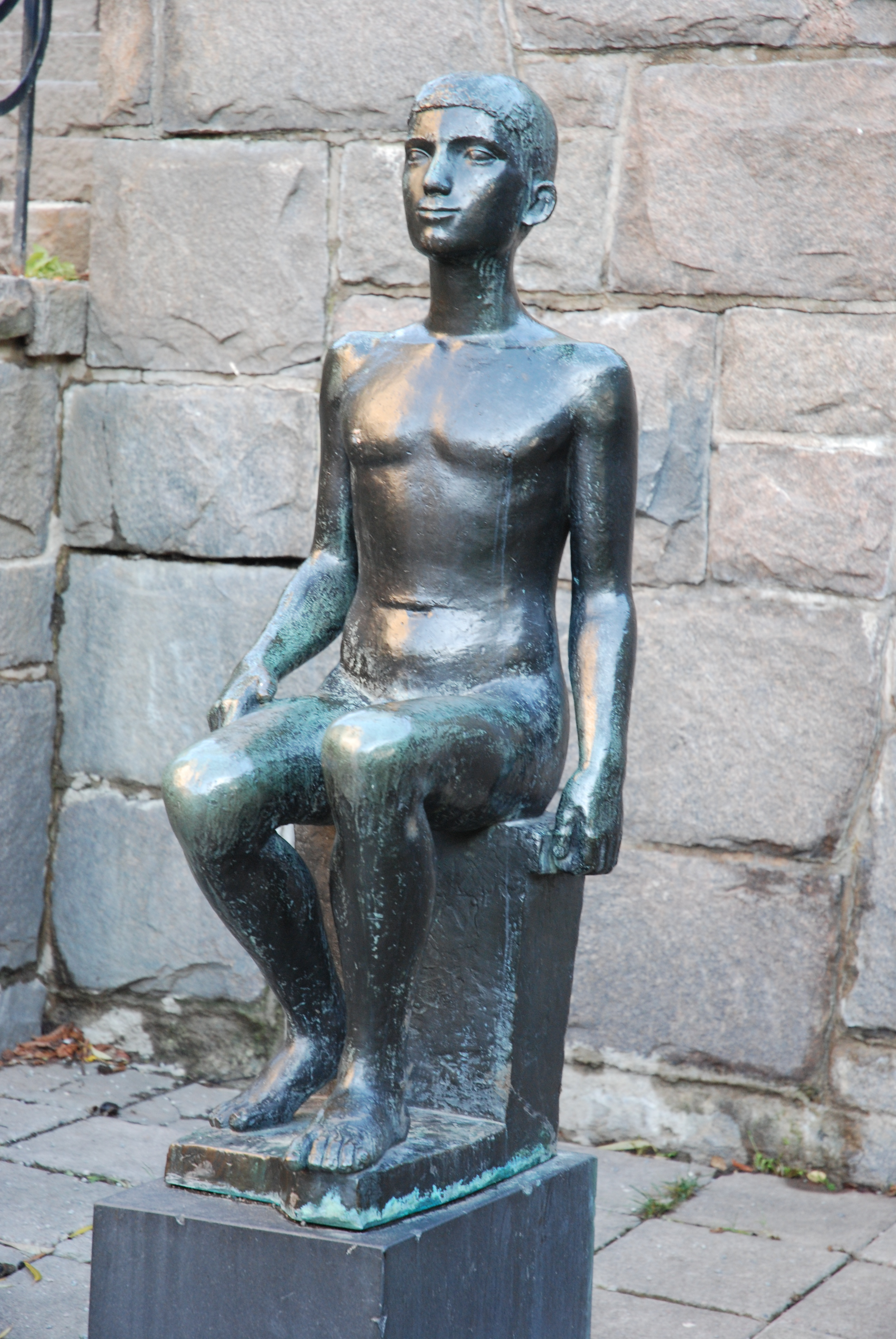
Sittande pojke (1936)

Bror Hjalmar Marklund (Husum, 3 december 1907 – Stockholm, 18 juli 1977) was een Zweedse beeldhouwer.

## Leven en werk
Bror Marklund ontving zijn eerste opleiding als schrijnwerker in Umeå en hij vestigde zich in 1926 als ornamenteel beeldhouwer in Stockholm. In 1928 ging hij beeldhouwkunst studeren aan de Konliga Konsthögskolan Mejan in Stockholm. Zijn hoogleraren waren achtereenvolgens Carl Milles en Nils Sjögren en zijn grote voorbeelden de Franse beeldhouwers Aristide Maillol en Charles Despiau. Van 1934 tot 1936 verbleef Marklund met een studiebeurs in Duitsland en Italië en in Frankrijk bezocht hij de Académie Scandinave Maison Watteau en de Académie Colarossi, beide in Parijs. Hij leerde daar de moderne kunststromingen kennen en het werk van de beeldhouwers Ossip Zadkine en Henri Laurens. Zijn werk zou ook beïnvloed worden door Pablo Picasso en Henry Moore. Hij vestigde na terugkeer in Zweden zijn eerste atelier in Haninge-Tungelsta.
In 1938 werd zijn ontwerp gekozen uit 43 inzendingen voor de bronzen deuren van het nieuwe Historiska museet, dat werd gebouwd van 1934 tot 1939.
Marklund ontving in 1959 van de kunstacademie de Sergelpriset voor beeldhouwkunst en werd benoemd tot opvolger van Bror Hjorth als hoogleraar tekenkunst aan de kunstacademie in Stockholm.
Na de dood van Marklund werd door de stad Örnsköldsvik een naar hem genoemde jaarlijks uit te reiken beurs ingesteld en zijn zomeratelier in Funäsdalen werd overgebracht naar het Örnsköldsviks Museum och Konsthall.

## Werken (selectie)
- 1933: Lekande elefanter, Uppfört (Haninge)
- 1936: Sittande pojke, Västertorps Skulpturpark in Stockholm
- 1937: Badande ungdom, Varbergs Torg in Varberg
- 1944: Thalia, entree Stadsteater Malmö
- 1945: Monument över Gustaf Dalén, Lidingö
- 1948: Ung kvinna, Folkets park in Västerås
- 1950: Flyktingmonumentet, Malmö
- 1956: Mor och barn, Kanslihusets gård in Stockholm
- 1964: Gestalt i storm[2], diverse locaties onder andere in Trelleborg en Umeå
- 1966: Gycklarna, Årsta torg in Söderort (Stockholm)
- 1969: Gycklare, Västerhaninge centrum in Tungelsta (Haninge)[3]
- 1977: DNA-molekyl, Biomedical Center van de Universiteit van Uppsala in Uppsala

## Fotogalerij

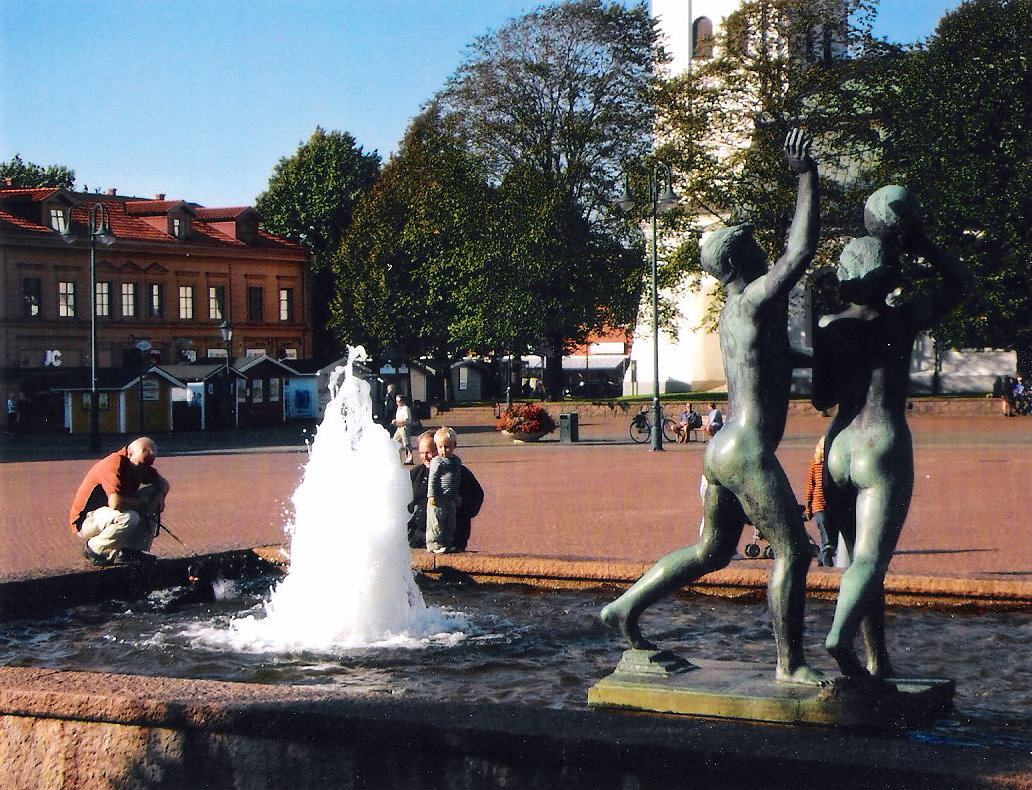
Badande ungdom (1937)
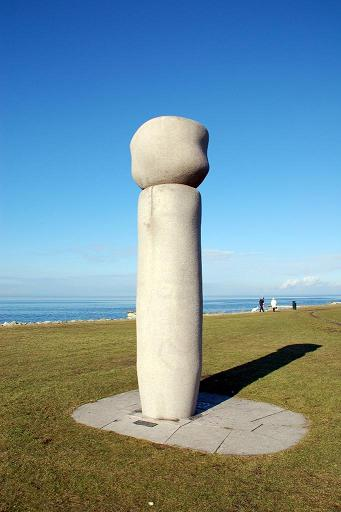
Flyktingmonumentet (1950)
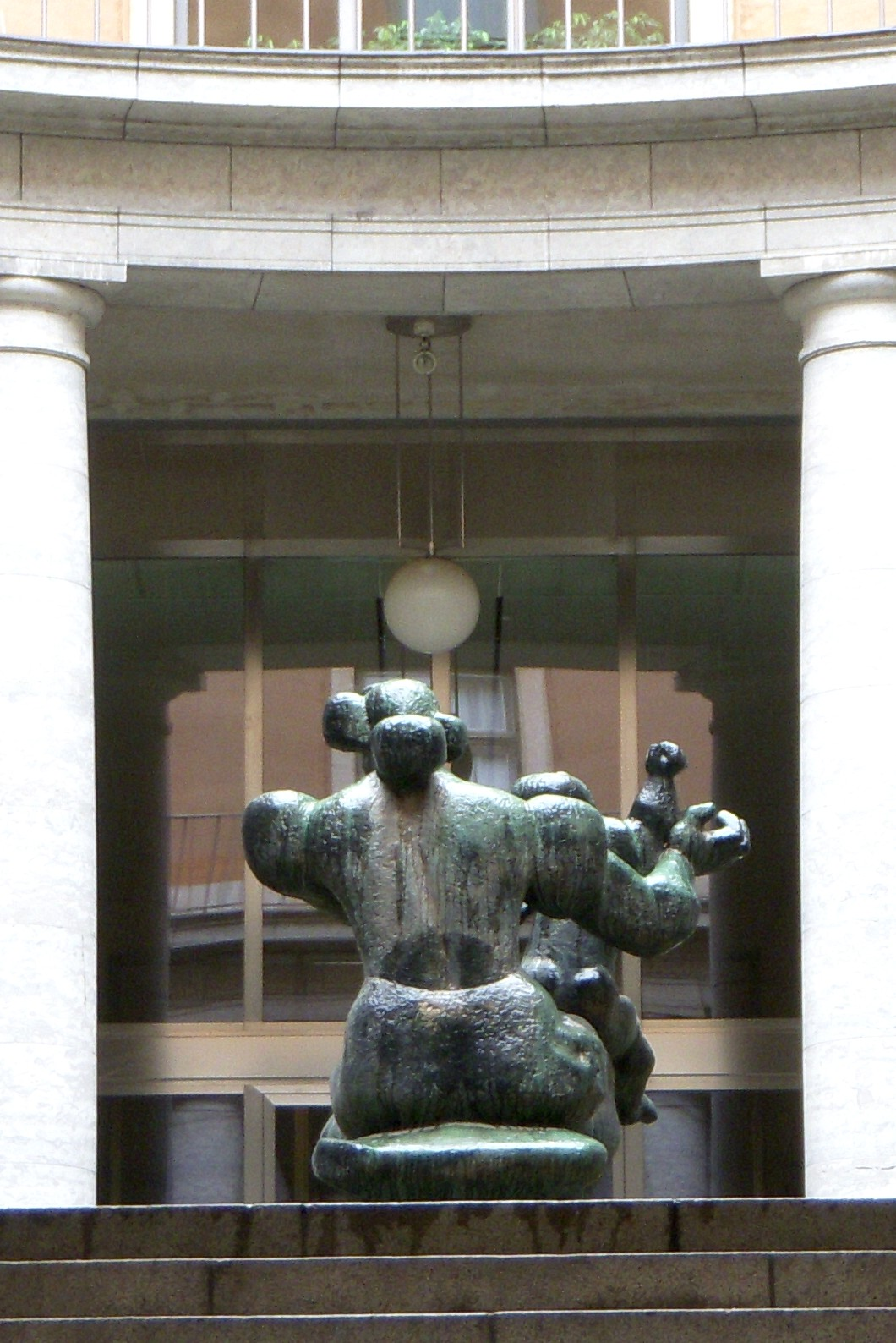
Mor och barn (1956)
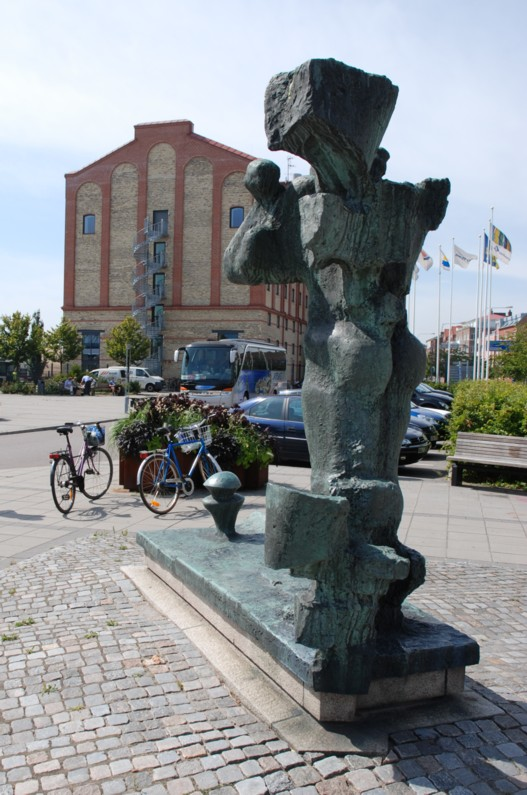
Gestalt i storm (1964)